# Paula (película)

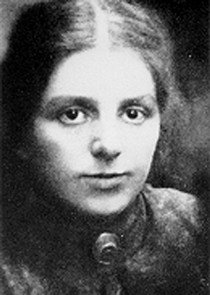
Paula Modersohn-Becker

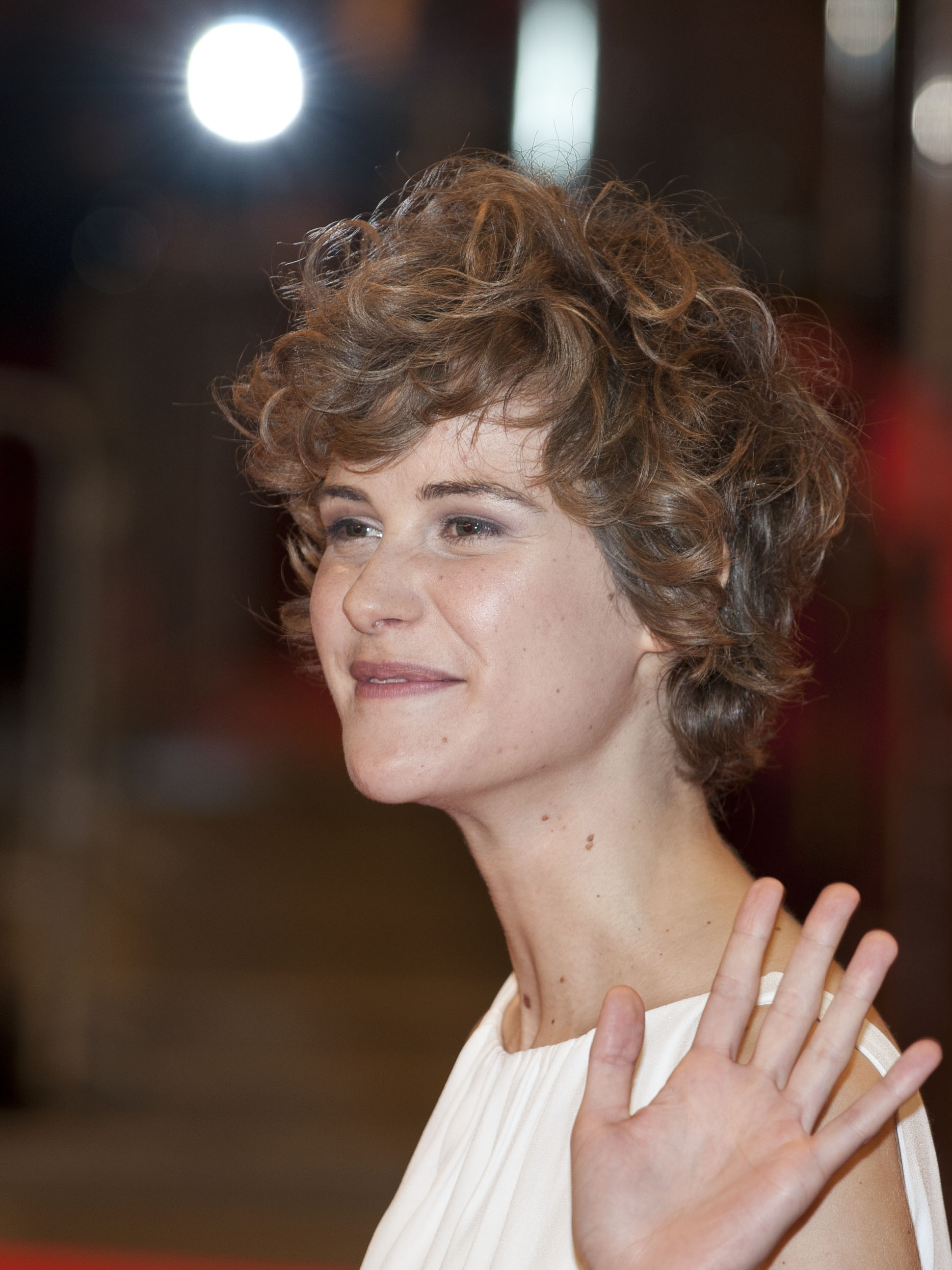
Carla Juri, actriz suiza.

Paula (Paula — Mein Leben soll ein Fest sein) es una película alemana dirigida por Christian Schwochow y estrenada en 2016.

## Sinopsis
1900, Norte de Alemania. Paula Becker tiene 24 años y quiere encontrar la libertad, la gloria y el derecho a gozar de su cuerpo, pero ante todo quiere pintar. A pesar del amor y la admiración por su marido, el pintor Otto Modersohn, la carencia de reconocimiento la lleva a abandonarlo todo para ir a París, la ciudad de los artistas. Emprende desde entonces una aventura que trastornará su destino. Paula Modersohn-Becker se convirtió en la primera mujer pintora en imponer su propio lenguaje pictórico.
Biografía de la vida de la artista-pintora Paula Modersohn-Becker.

## Ficha técnica
- Título alemán: Paula
- Título francés: Paula
- Título inglés: Paula
- Realización: Christian Schwochow
- Guion: Stefan Kolditz y Stephan Suschke
- Fotografía: Frank Lamm
- Montaje: Jens Klüber
- Música: Jean Rondeau
- Dirección artística: Silvia Fischer y Anna-Maria Otte
- Vestuario: Frauke Firl
- País de origen:   Alemania
- Idioma: alemán-francés
- Largometraje de ficción - drama
- Duración: 123 minutos
- Fechas de estreno:
  -   Suiza7 de agosto de 2016 (8 años) en el Festival Internacional de Cine de Locarno
  -   Alemania: 15 de diciembre de 2016 (8 años)
  -   Francia: 1 de marzo de 2017 (8 años)[3]

## Reparto
- Carla Juri: Paula Modersohn-Becker
- Albrecht Schuch: Otto Modersohn
- Roxane Duran: Clara Westhoff
- Joel Basman: Rainer Maria Rilke
- Stanley Weber: Georges
- Michael Abendroth: Carl Woldemar Becker
- Bella Bading: Elsbeth, de 8 años
- Laura Bartels: estudiante de pintura
- Guido Beilmann: Edler Herr
- Vera Lara Beilmann: señora parisina
- Peter Brachschoss: Pfarrer Brüntjes
- Klara Deutschmann: Martha Vogeler
- Gereon Ewen: violinista
- Nathalie Lucia Hahnen - Elevin
- Jan Hardelauf: visitante de la galería
- Milán Heise: visitante de la galería
- Jonathan Holl: visitante del museo
- Oscar Hoppe: hombre que invita a Paula a bailar
- Christian Skibinski: visitante de la galería
- Nicki von Tempelhoff: Fritz Mackensen
- Dominik Weber: Fritz Overbeck
- Manni Laudenbach: Bredow
- Nadja Zwanziger: mujer embarazada